# Anguilla obscura
Anguilla obscura är en fiskart som beskrevs av Günther 1872. Anguilla obscura ingår i släktet Anguilla och familjen egentliga ålar. Inga underarter finns listade i Catalogue of Life.